# 1958-as Vuelta ciclista a España
Az 1958-as Vuelta ciclista a España volt a 13. spanyol körverseny. 1958. április 30-a és május 15-e között rendezték. A verseny össztávja 3250 km volt, és 16 szakaszból állt. Végső győztes a francia Jean Stablinski lett.

## Végeredmény
|    | Versenyző           | Csapat            | Idő           |
| -- | ------------------- | ----------------- | ------------- |
| 1  | Jean Stablinski     |                   | 94 óra 54' 21 |
| 2  | Pasquale Fornara    | Pena Solera-Ignis | 2' 51         |
| 3  | Fernando Manzaneque |                   | 3' 01         |
| 4  | Hilaire Couvreur    |                   | 5' 04         |
| 5  | Luis Otano          | Mobilete-Caobania | 10' 36        |
| 6  | Federico Bahamontes |                   | 11' 39        |
| 7  | Julio San Emeterio  | Kas-Boxing        | 13' 16        |
| 8  | Jesús Loroño        |                   | 16' 09        |
| 9  | Rik Luyten          |                   | 28' 13        |
| 10 | Benigno Aspuru      | Kas-Boxing        | 33' 37        |